# Радово (дем Синтика)
Вижте пояснителната страница за други значения на Радово.
Радово или Радево (на гръцки: Χαροπό, Харопо, катаревуса: Χαροπόν, Харопон, до 1927 Ράδοβον, Радовон) е село в Гърция, дем Синтика на област Централна Македония.

## География
Селото е разположено в Сярското поле, на южния вход на Рупелското дефиле и на около 4 километра северно от демовия център град Валовища (Сидирокастро).

## История

### Етимология
Според Йордан Н. Иванов името е по личното име Радо. Жителското име е ра̀довя̀нин, ра̀довя̀нка, ра̀довя̀не.
Легендата за възникването на селото е следната: В далечните времена на първоначалния период на османската власт, буен младеж на име Радо е живял в Демир Хисар. След поредната младежка свада Радо избягал в Солун и станал пират. Кръстосвал с кораб в Бяло и Средиземно море. След време той и неколцина негови другари решили да оставят опасния занаят. Радо ги довел в Демир Хисар и се оженили за най-личните български моми в града. Построили си къщите в близост до града и така основали селото Радово. Традицията да си вързват кърпи на главите е пренесена  в новото Чучулигово.

### В Османската империя
През XIX век Радово е чисто българско село, числящо се към Демирхисарска кааза на Серския санджак. В „Етнография на вилаетите Адрианопол, Монастир и Салоника“, издадена в Константинопол в 1878 година и отразяваща статистиката на населението от 1873 година, Радово (Radovo) е посочено като село с 95 домакинства и 300 жители българи.
През 1891 година Георги Стрезов пише:
| „ | Радово, един час на СЗ от Валовища. Камениста почва и баири. Главното занятие на жителите състои в направата на каменни мелнички, които се разпращат дори в Драмско. Малко жители и земледелци. Гръцка църква; в училището, което спохождат 20 ученика, учат по някоя книга и български. 50 къщи само българе. | “ |

Според статистическите изследвания на Васил Кънчов към 1900 година Радево брои 400 жители, всичките българи християни.
Цялото население на Радово е гъркоманско под върховенството на Цариградската патриаршия. Според статистиката на секретаря на Българската екзархия Димитър Мишев („La Macédoine et sa Population Chrétienne“) в 1905 година християнското население на Радово (Radovo) се състои от 560 българи патриаршисти гъркомани.

### В Гърция
През войната селото е освободено от българската армия, но след Междусъюзническата война Радово попада в Гърция. В 1926 година името на селото е сменено на Харопон, в превод Радостно, но официално промяната влиза в регистрите в следващата 1927 година.
| Име              | Име         | Ново име | Ново име | Описание                                                                                               |
| ---------------- | ----------- | -------- | -------- | --- |
| Базо             | Μπαζιο      | Камина   | Καμίνια  | местност на З от Радово и на И от пътя Кулата - Валовища; прилагателно бъзо(в) от бъз с ъ > а в говора |
| Мояново или Моян | Μογιάν      | Плистра  | Πλύστρα  | ниви между Герман и Пулево; от личното име Моян от Мойо и -ан                                          |
| Кюнки            | Κιούγκι     | Вриси    | Βρύση    | чешма в Сенгелската планина СИ от Радово; от турското künk, „тръба“                                    |
| Бабата           | Μπαμπατα    | Патера   | Πατέρα   | връх в Сенгелската планина СИ от Радово                                                                |
| Кербурун         | Κερμπουρούν | Мити     | Μύτη     | възвишение в Шарлия И от Радово (332 m)                                                                |

## Личности
Родени в Радово
- Георги Симеонов, български революционер от ВМОРО, воденски селски войвода през Илинденско-Преображенското въстание[14]
- Димитри Авгенаки, български революционер, участник във Филики Етерия, прехвърлил се след разгрома на въстанието в Молдова в 1821 година отвъд Прут в Русия. В документ на задържалите го руски власти пише за него: „Българин, турски поданик от село Радово, намиращо се около град Демир. Преди 34 години пристигнал във влашкото градче Плоещ. Занимавал се с правенето на самари. През април месец се присъединил към етеристите. В Русия не е бил. Постоянно местожителство има в своето отечество.“[15]
- Иван Радовски (1905 – 1978), български революционер, деец и терорист на ВМРО
- Лазар Кунгалов (1884 – 1970), български революционер,деец и войвода на ВМОРО и ВМРО
- Тома Радовски (1862 – 1957), български революционер, деец и районен войвода на ВМОРО и ВМРО
- Христо Радовски (1903 – 1980), български революционер, член и деец на ВМРО
- Марко Радовски (1908 – 1984), български революционер, деец и четник на ВМРО
- Димитър Радовски (1913 - 1982), български учител и бирник в българската администрация на Сяр по време на българското управление на Беломорието 1941 - 1944 год.[16]
- Велик Иванов Кунгалов, дългогодишен и уважаван от българите кмет на селото и баща на войводата Лазар Кунгалов [17]